# Randon Miranda
Randon Drew Miranda (ur. 17 stycznia 1997) – amerykański zapaśnik walczący w stylu klasycznym. Złoty medalista mistrzostw panamerykańskich w 2022,  srebrny w 2021 i 2024 roku.